# Arnold Wolff

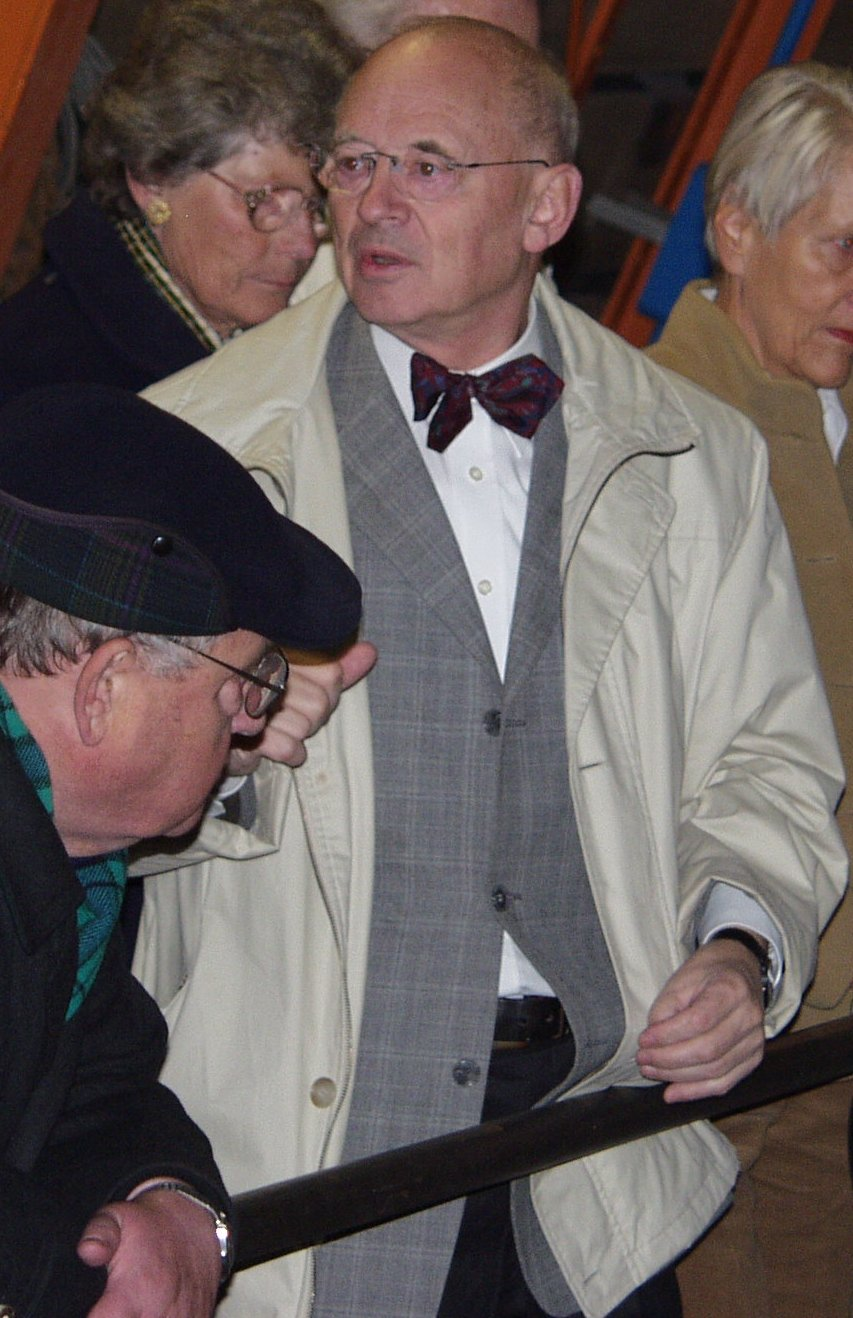
Arnold Wolff im Dachstuhl des Kölner Doms am 18. Oktober 2003

Arnold Wolff (* 26. Juli 1932 in Wevelinghoven, Kreis Grevenbroich; † 24. Dezember 2019 in Köln) war ein deutscher Architekt. Er war von 1972 bis 1998 Kölner Dombaumeister und Leiter der Dombauhütte der Hohen Domkirche zu Köln. Von 1986 bis 1997 war er Professor für Restaurierung und Konservierung an der Fachhochschule Köln.

## Leben
Arnold Wolff, Sohn eines Lehrerehepaars, wuchs mit vier jüngeren Geschwistern in Kapellen/Erft auf. Bereits in seiner Kindheit und Jugend interessierte er sich für historische Bauten. Er besuchte von 1942 bis 1954, anfangs mit kriegsbedingten Unterbrechungen, das Gymnasium in Neuss. Nach einem Semester des Lehramtsstudiums an der Pädagogischen Akademie in Köln studierte Wolff ab November 1954 Architektur an der RWTH Aachen, wo er im Herbst 1961 mit Diplom graduierte.
An der RWTH wurde der Kölner Dombaumeister Willy Weyres, der einen Lehrauftrag in Aachen hatte, auf den Studenten Wolff aufmerksam. Bereits in den späten 1950er und frühen 1960er Jahren leistete er Arbeiten für den Kölner Dom (Aufnahme des Dreikönigenschreins im Maßstab 1:1), bevor ihn Willy Weyres schließlich im Mai 1962 als Architekt in der Kölner Dombauverwaltung einstellte. 1968 wurde Wolff an der RWTH mit einer Dissertation über die erste Bauzeit des gotischen Domes promoviert. Mit dieser Arbeit setzte er neue Maßstäbe im Bereich mittelalterlicher Bauarchäologie, sie ist noch heute in ihren wesentlichen Ergebnissen aktuell und die Grundlage jeder baugeschichtlichen Beschäftigung mit dem Kölner Dom.
1972 folgte er seinem Lehrer Weyres im Amt des Kölner Dombaumeisters nach, das er bis zum Jubiläumsjahr 1998 innehatte. In diesen Jahren wurde nicht nur das Dombauarchiv neu organisiert, sondern auch die Dombauhütte Köln neu gebaut und der hauseigene „Verlag Kölner Dom“ gegründet. Neben den immensen Wiederherstellungs- und Erhaltungsarbeiten am Dom fand unter seiner Leitung auch eine neue Würdigung der künstlerischen Leistung des 19. Jahrhunderts statt. Dies betrifft in erster Linie die Wiedereinsetzung des großen Westfensters von Carl Julius Milde, das in den Jahren von 1865 bis 1870 geschaffen und im Zweiten Weltkrieg ausgebaut und doch beschädigt wurde.
1986 ernannte ihn die Landesregierung Nordrhein-Westfalen zum Professor. Er lehrte an der Fachhochschule Köln im Fachbereich Restaurierung und Konservierung. Arnold Wolff wirkte außerdem als Autor und Herausgeber für die wissenschaftliche Erforschung und die Popularität des Kölner Domes.
Wolff war verheiratet mit Gerta Ramjoue (1935–2018), Verfasserin des mehrfach aufgelegten Stadt- und Museumsführers Das römisch-germanische Köln (1981). Aus der Ehe stammen drei Töchter und ein Sohn.
Anlässlich seines 70. Geburtstags ehrte die Dombauhütte Wolff 2002, indem ein Wasserspeier am Kölner Dom die Form eines Wolfes, der eine Fliege trägt und einen Wolf hält, erhielt – drei Anspielungen auf Arnold Wolff.
Arnold Wolff starb an Heiligabend 2019 und wurde am 11. Januar 2020 auf dem Kölner Zentralfriedhof Melaten beigesetzt.

## Auszeichnungen
- 1998: Kölner Kulturpreis[8]
- 1998: Komtur des Päpstlichen Ritterordens des heiligen Gregors des Großen[10]
- 2004: Verdienstorden des Landes Nordrhein-Westfalen[8]
- 2012: Ehrenmitgliedschaft der Koldewey-Gesellschaft

## Schriften (Auswahl)
- Chronologie der ersten Bauzeit des Kölner Domes 1248–1277. Dissertation, Kölner Domblatt, Bd. 28/29 (1968) S. 7–230, DNB 482426608.
- Der Dom zu Köln. Bearbeitet und ergänzt von Barbara Schock-Werner. Greven, Köln 2015, ISBN 978-3-7743-0658-5.
- Das Chormosaik im Kölner Dom (= Meisterwerke des Kölner Domes, Band 11). Verlag Kölner Dom, Köln 2012, ISBN 978-3-922442-74-5, (auch in englischer Sprache: ISBN 978-3-922442-75-2).
- Arnold Wolff (Hrsg.): Sulpiz Boisserée. Der Briefwechsel mit Moller, Schinkel und Zwirner. Verlag Kölner Dom, Greven, Köln 2008, ISBN 978-3-7743-0405-5.